# Wouter Jaspers
Wouter Jaspers (Deurne, 22 februari 1985) is een geluidskunstenaar.
Zijn werk bestaat vooral uit minimale soundscapes en drones waarvoor hij veelal experimenteert met effectapparatuur, gemodificeerde synthesizers en contactmicrofoons, waarbij analoge ruis en veldopnames ten grondslag liggen aan uiteenlopende melodische structuren. Jaspers - toen nog gestationeerd in Tilburg - speelde tussen 2007 en eind 2010 meer dan 400 keer over de hele wereld en was daarmee een van de meest toerende artiesten in de Nederlandse experimentele muziekscene.
De in 2007 op Vatican Analog uitgebrachte cd Babi Yar, an exploration bevat een eerbetoon aan de slachtoffers van de massamoord in Babi Yar in Kiev, Oekraïne, in 1941. Op de cd Exhibition, uitgebracht in het voorjaar van 2008, vertaalt hij veldopnames die hij maakte in Oekraïne, India, Polen en Duitsland om naar nieuwe composities. Voor deze cd reisde hij onder andere af naar Theresienstadt en gebruikte hij opnames uit het radioactief besmette gebied rondom Tsjernobyl.
In 2009 verscheen zijn album Glorious Days, waarop hij onder meer samenwerkte met de leadzanger van de Noorse band Serena Maneesh, Emil Nikolaisen, die ook als producer en geluidstechnicus meewerkte aan albums van de Amerikaanse band Woven Hand. Om het album te promoten toerde Jaspers in de Verenigde Staten, grote delen van Europa en Azië.
In augustus 2010 verbleef Jaspers een week in de oerbossen rondom Brno, Tsjechië om te werken aan een nieuw album, dat medio April 2011 wordt uitgebracht op zijn platenlabel Vatican Analog. Op 27 september 2010 gaf hij in Amsterdam een artiestenworkshop bij STEIM, instituut voor elektronische muziek.
Naast zijn solowerk is Jaspers ook actief binnen andere projecten binnen en buiten zijn noisecollectief Vatican Analog, zoals in 4DALADIEZ, een experimentele improband met Vincent Koreman, Steffan de Turck, Bas Welling en Bas Verbeek. Samen met De Turck vormt hij ook het gelegenheidsduo Preliminary Saturation, treedt hij met Frans de Waard op als Ezdanitoff en trad hij met de Noor Sten Ove Toft naar buiten met drone- en noiseproject The Professional Skaters. Ook werkt hij samen met de Amerikaanse celliste Audrey Chen.
Voortvloeiend uit zijn bezigheden als experimenteel muzikant ontwikkelde Jaspers een fascinatie voor het modificeren van analoge apparatuur. Zo zette hij in 2010 samen met technicus en muzikant Christian Zollner het bedrijf Koma Elektronik op waarmee het duo vanuit Berlijn analoge apparatuur voor avontuurlijke muzikanten begon te produceren. Inmiddels telt het bedrijf een grote groep medewerkers en worden de producten van het merk over de hele wereld verkocht. In 2016 opende het bedrijf ook een workshop en winkel in Berlijn, Common Ground.

## Discografie
- Babi Yar, an exploration (2007)
- I (2007)
- The Head (A New World Translation) (2007)
- Brown Death (2007)
- FF (2007)
- Exhibition (2008)
- Glorious Days (2009)
- Komeet (2010) (Als Ezdanitoff, met Frans de Waard)